# Patellogastropoda
Patellogastropoda es un importante grupo filogenético de gasterópodos marinos, tratados por los expertos tanto como un clado o como un orden taxonómico. Corresponde a las llamadas comúnmente como lapas verdaderas e históricamente como Docoglossa.
El clado Patellogastropoda se considera monofilético según el análisis filogenético.

## Taxonomía
Patellogastropoda fue propuesto por David R. Lindberg, 1986, como una orden, y luego se incluyó en la subclase Eogastropoda según Ponder & Lindberg, 1996.

### Taxonomía de 2005
Bouchet & Rocroi, 2005 designaron a Patellogastropoda, las lapas verdaderas, como un clado, en lugar de un taxón, pero incluidas dentro de las superfamilias y familias que se indica a continuación. Las familias que son exclusivamente fósiles se indican con una daga †:
- Superfamilia Patelloidea
  - Familia Patellidae
- Superfamilia Nacelloidea
  - Familia Nacellidae
- Superfamilia Lottioidea
  - Familia  Lottiidae
  - Familia Acmaeidae Forbes, 1850
    - subfamilia Acmaeinae Forbes, 1850
    - subfamilia Pectinodontinae Pilsbry, 1891
    - subfamilia Rhodopetalinae Lindberg, 1981

  - Familia Lepetidae
- Superfamilia Neolepetopsoidea
  - Familia Neolepetopsidae
  - † Familia Daminilidae
  - † Familia Lepetopsidae

Con la excepción de llamar a Patellogastropoda un clado en lugar de un orden, como fue el caso anteriormente en Ponder y Lindberg, 1997, el taxón no ha cambiado mucho, difiriendo más en la disposición de su contenido que en la composición general. En este sentido, Bouchet y Rocroi omitieron los subórdenes de Ponder y Lindberg y agregaron la superfamilia Neolepetopsoidea.

### Taxonomía de 2007
Nakano & Ozawa (2007) hicieron muchos cambios en la taxonomía de Patellogastropoda, basados en investigaciones de filogenia molecular: Acmaeidae es un sinónimo de Lottiidae; Pectinodontinae se eleva a Pectinodontidae; Se establece la nueva familia Eoacmaeidae con el nuevo género tipo Eoacmaea.
Un cladograma de Nakano & Ozawa (2007) basado en secuencias de genes  muestran relaciones filogenéticas de Patellogastropoda  y superfamilias basadas en el Registro Mundial de Especies Marinas:
|  | \| \| Pectinodontidae \| \| \| \| \| \| Lepetidae \| \| \| \| |
|  |                                                               |
|  | Nacellidae                                                    |
|  |                                                               |
|  | Pectinodontidae                                               |
|  |                                                               |
|  | Lepetidae                                                     |
|  |                                                               |

|  | Pectinodontidae |
|  |                 |
|  | Lepetidae       |
|  |                 |

|  | \| \| Pectinodontidae \| \| \| \| \| \| Lepetidae \| \| \| \| |
|  |                                                               |
|  | Nacellidae                                                    |
|  |                                                               |
|  | Pectinodontidae                                               |
|  |                                                               |
|  | Lepetidae                                                     |
|  |                                                               |

|  | Pectinodontidae |
|  |                 |
|  | Lepetidae       |
|  |                 |

|  | \| \| Pectinodontidae \| \| \| \| \| \| Lepetidae \| \| \| \| |
|  |                                                               |
|  | Nacellidae                                                    |
|  |                                                               |
|  | Pectinodontidae                                               |
|  |                                                               |
|  | Lepetidae                                                     |
|  |                                                               |

|  | Pectinodontidae |
|  |                 |
|  | Lepetidae       |
|  |                 |

|  | \| \| Pectinodontidae \| \| \| \| \| \| Lepetidae \| \| \| \| |
|  |                                                               |
|  | Nacellidae                                                    |
|  |                                                               |
|  | Pectinodontidae                                               |
|  |                                                               |
|  | Lepetidae                                                     |
|  |                                                               |

|  | Pectinodontidae |
|  |                 |
|  | Lepetidae       |
|  |                 |

|  | \| \| Pectinodontidae \| \| \| \| \| \| Lepetidae \| \| \| \| |
|  |                                                               |
|  | Nacellidae                                                    |
|  |                                                               |
|  | Pectinodontidae                                               |
|  |                                                               |
|  | Lepetidae                                                     |
|  |                                                               |

|  | Pectinodontidae |
|  |                 |
|  | Lepetidae       |
|  |                 |

|  | \| \| Pectinodontidae \| \| \| \| \| \| Lepetidae \| \| \| \| |
|  |                                                               |
|  | Nacellidae                                                    |
|  |                                                               |
|  | Pectinodontidae                                               |
|  |                                                               |
|  | Lepetidae                                                     |
|  |                                                               |

|  | Pectinodontidae |
|  |                 |
|  | Lepetidae       |
|  |                 |

|  | \| \| Pectinodontidae \| \| \| \| \| \| Lepetidae \| \| \| \| |
|  |                                                               |
|  | Nacellidae                                                    |
|  |                                                               |
|  | Pectinodontidae                                               |
|  |                                                               |
|  | Lepetidae                                                     |
|  |                                                               |

|  | Pectinodontidae |
|  |                 |
|  | Lepetidae       |
|  |                 |

|  | \| \| Pectinodontidae \| \| \| \| \| \| Lepetidae \| \| \| \| |
|  |                                                               |
|  | Nacellidae                                                    |
|  |                                                               |
|  | Pectinodontidae                                               |
|  |                                                               |
|  | Lepetidae                                                     |
|  |                                                               |

|  | Pectinodontidae |
|  |                 |
|  | Lepetidae       |
|  |                 |

Hay que tener en cuenta que la familia Neolepetopsidae no está en el cladograma anterior, porque sus miembros no fueron analizados genéticamente por Nakano & Ozawa (2007). Sin embargo, dos especies de Neolepetosidae, Eulepetopsis vitrea y Paralepetopsis floridensis, fueron analizadas previamente por Harasewych & McArthur (2000), quienes confirmaron su ubicación dentro de Acmaeoidea/Lottioidea. Los Daminilidae y Lepetopsidae tampoco están incluidos en el cladograma, porque son familias exclusivamente fósiles. Todas estas tres familias pertenecen a la superfamilia Lottioidea.
La taxonomía actual, basada en datos de Nakano & Ozawa (2007) con la ubicación de las tres familias restantes (Neolepetopsidae, Daminilidae, Lepetopsidae) en Lottioidea, es así:
- superfamilia Eoacmaeoidea
  - familia Eoacmaeidae
- superfamilia Patelloidea
  - familia  Patellidae
- superfamilia Lottioidea
  - familia Nacellidae
  - familia Lepetidae
  - familia Pectinodontidae
  - familia Lottiidae
  - familia Neolepetopsidae
  - † familia Daminilidae
  - † familia Lepetopsidae

En 2007, dos años después de Bouchet & Rocroi, 2005, Tomoyuki Nakano y Tomowo Ozawa se refirieron al orden Patellogastropoda.

## Descripción

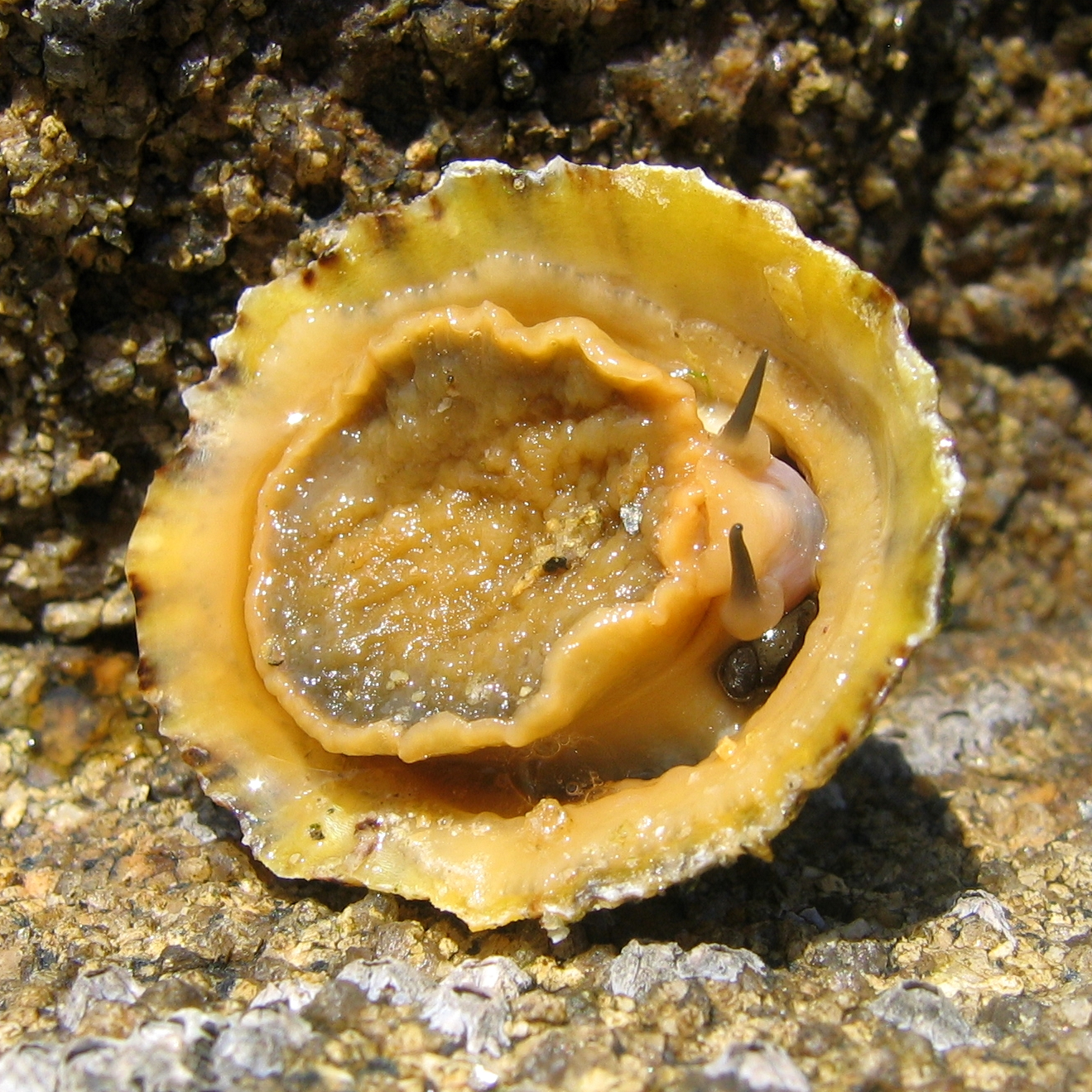
Vista ventral de Patella rustica mostrando su pie y cabeza con tentáculos.

Patellogastropoda tiene conchas aplanadas en forma de cono, y la mayoría de las especies se encuentran comúnmente adheridas fuertemente a rocas u otros sustratos duros. Muchas conchas de lapa están cubiertas de algas marinas verdes, lo que puede hacer que sean aún más difíciles de ver, ya que pueden mimetizarse con la superficie de la roca.
La sustancia que forma los dientes en la rádula de las lapas se encuentra entre los materiales biológicos más fuertes conocidos, con una resistencia a la tracción cinco veces mayor que la de la seda de araña. Los dientes están compuestos de goethita, un mineral a base de hierro, tejido de una manera particular en haces agrupados de 1 μ de espesor.
Muchas lapas crean una "cicatriz" casera en la roca a la que siempre regresan entre las mareas, la cicatriz se adapta perfectamente incluso a la concha en forma de cono en constante crecimiento y proporciona una excelente protección contra los depredadores, además de ayudar a prevenir la deshidratación durante el periodo que permanecen expuestas en la marea baja. Sin embargo, la deshidratación sigue siendo uno de los mayores riesgos a los que están expuestos estos moluscos y puede ser por eso que solo sobreviven en aguas templadas, no en las tropicales donde simplemente se calientan demasiado durante las mareas bajas. Se adhieren al sustrato a través de la adhesión/succión del pie rígido contra la superficie de la roca a la que se une cada vez con una capa de mucosidad de los pies.
La mayoría de las especies de lapas tienen caparazones de menos de 8 cm de longitud máxima, aunque en su mayoría son mucho más pequeños.

## Distribución
Los representantes de Patellogastropoda viven en las costas rocosas de todos los océanos del mundo.

## Hábitat
Algunas especies viven en toda la zona intermareal, desde la zona alta (zona litoral superior) hasta la submareal poco profunda, pero otras especies viven en aguas profundas y su hábitat incluye respiraderos hidrotermales, barbas de ballenas, caída de ballenas y filtraciones marinas de sulfuro.
Se adhieren al sustrato utilizando moco pedal y un pie. Se mueven utilizando contracciones musculares del pie en forma de ondas cuando las condiciones son adecuadas para que puedan pastar. También pueden "sujetarse" contra la superficie de la roca con una fuerza muy considerable cuando es necesario, y esta capacidad les permite permanecer adheridos de manera segura, a pesar de la peligrosa acción de las olas en las costas rocosas que habitan. La capacidad de adherirse también sella el borde de la concha contra la superficie de la roca, protegiéndolas de la desecación durante la marea baja, a pesar de estar a plena luz del sol.
Cuando están completamente adheridas, es imposible sacarlas de la roca usando solo la fuerza bruta, y la lapa se dejará destruir en lugar de dejar de aferrarse a su roca. Esta estrategia de supervivencia ha llevado a que la lapa se utilice como metáfora de la obstinación o la terquedad.

### Reproducción
El desove ocurre una vez al año, generalmente durante el invierno, y es provocado por mares agitados que dispersan los huevos y el esperma. Las larvas flotan durante un par de semanas antes de asentarse en un sustrato duro.